# Antoni Mikułowski
Antoni Mikułowski herbu Drzewica (ur. 1732, zm. 28 listopada 1794 roku) – pisarz ziemski radomski w latach 1776–1794, komisarz graniczny sandomierski, poseł na Sejm Czteroletni z województwa sandomierskiego w 1788 roku.
Był posłem na sejm 1782 roku z województwa sandomierskiego. Sędzia sejmowy ze stanu rycerskiego z Prowincji Małopolskiej w 1791 roku. 
Figurował na liście posłów i senatorów posła rosyjskiego Jakowa Bułhakowa w 1792 roku, która zawierała zestawienie osób, na które Rosjanie mogą liczyć przy rekonfederacji i obaleniu dzieła 3 maja. Konsyliarz powiatu radomskiego w konfederacji targowickiej.